# Ербуско
Ербуско (італ. Erbusco) — муніципалітет в Італії, у регіоні Ломбардія, провінція Брешія.
Ербуско розташоване на відстані близько 460 км на північний захід від Рима, 65 км на схід від Мілана, 23 км на північний захід від Брешії.
Населення — 8660 осіб (2014).
Покровитель — San Bonifacio.

## Демографія
Населення за роками:

Станом на 1 січня 2023 року в муніципалітеті офіційно проживали 742 іноземці з 50 країн, серед них 118 громадян країн Євросоюзу та 28 громадян України.

## Сусідні муніципалітети
- Адро
- Каццаго-Сан-Мартіно
- Коккальйо
- Колоньє
- Палаццоло-сулл'Ольйо
- Ровато